# Mesopsylla eucta
Mesopsylla eucta är en loppart som beskrevs av Alfonso Dampf 1910. Mesopsylla eucta ingår i släktet Mesopsylla och familjen smågnagarloppor.

## Underarter
Arten delas in i följande underarter:
- M. e. eucta
- M. e. afghana
- M. e. kochkor
- M. e. shikho
- M. e. sima